# Welsh Open 1971
Il Welsh Open 1971 (conosciuto anche come Green Shield Welsh Championships per motivi di sponsorizzazione) è stato un torneo di tennis giocato sull'erba. È stata la 75ª edizione del Welsh Open, che fa parte del Pepsi-Cola Grand Prix 1971 e del Women's International Grand Prix 1971. Il torneo si è giocato a Newport in Gran Bretagna dal 5 al 10 luglio 1971.

## Campioni

### Singolare
Ken Rosewall ha battuto in finale  Roger Taylor con il punteggio di 6–1 9–7

### Doppio
Ken Rosewall /  Roger Taylor hanno battuto in finale  John Clifton /  John Paish con il punteggio di 7–5, 3–6, 6–2

### Singolare
Virginia Wade ha battuto in finale  Judy Tegart-Dalton con il punteggio di 6–3 6–4

### Doppio
Helen Gourlay-Cawley /  Kerry Harris hanno battuto in finale  Gail Sherriff Chanfreau Lovera /  Winnie Shaw con il punteggio di 6–3 8–6